# Callum Hudson-Odoi
Callum James Hudson-Odoi (Londres, Inglaterra, Reino Unido, 7 de noviembre de 2000) es un futbolista británico que juega como delantero en el Nottingham Forest F. C. de la Premier League.

## Trayectoria

### Chelsea
Llegó a la academia del Chelsea F. C. en 2007. En 2016 dio el salto al equipo sub-18, con el que logró ocho goles en veinticinco partidos, además de lograr la Copa FA Juvenil en 2017. Después de esto, fue ascendido al equipo sub-23 con 16 años de edad. Allí, anotó cuatro goles en tres partidos en la EFL Trophy. El 20 de diciembre de 2017 fue convocado por el primer equipo del Chelsea, en un encuentro de la Copa de la Liga ante el AFC Bournemouth, sin llegar a jugar. 
El 28 de enero de 2018 debutó en un partido de la FA Cup ante el Newcastle United F. C., ingresando por Pedro en el minuto 81, consiguiendo una victoria 3-0. Su debut en la Premier League se dio el 31 de enero, en un partido donde ingresó desde el banquillo y fueron derrotados por 3-0 ante el AFC Bournemouth, siendo el segundo debutante más joven del club blue en Premier League tras Jody Morris en 1996.
Después de una muy buena pretemporada 2018-19, el técnico del Chelsea, Maurizio Sarri, anunció que se quedaría en el primer equipo. El 29 de noviembre, en su primer partido como titular en Liga Europa, logró su primer tanto como profesional en el triunfo ante el PAOK (4-0). Rápidamente llamó la atención de otros clubes europeos como el Bayern de Múnich, por lo que decidió solicitar el "transfer request" para marcharse. Poco después, tomó la decisión de permanecer en el club inglés. Entre febrero y marzo anotó durante tres partidos de eliminatoria  de Liga Europa consecutivos.
Tras haber jugado 126 partidos con el primer equipo, en los que anotó 16 goles, fue cedido al Bayer 04 Leverkusen el 30 de agosto de 2022 para toda la temporada. Después de esta cesión abandonó definitivamente la entidad londinense al ser traspasado al Nottingham Forest F. C. el 1 de septiembre de 2023.

## Selección nacional

### Categorías inferiores
Hudson-Odoi ha representado a la selección de fútbol de Inglaterra en las categorías inferiores. En mayo de 2017, fue convocado para el Europeo Sub-17. En la semifinal, marcó un gol ante Turquía y posteriormente, el primer gol de la final ante España, que acabaría en derrota en la tanda de penaltis. Sus buenas actuaciones lo hicieron ser incluido en el equipo ideal del torneo. También, participó en la Copa Mundial Sub-17 de 2017, ganando el campeonato en la final ante España (5-2). En este torneo, anotó un gol en los 7 partidos que disputó.
En marzo de 2018, anotó con la selección sub-18 de Inglaterra. En septiembre, anotó también para la selección sub-19 en un partido ante Bélgica.

### Categoría absoluta
En marzo de 2019 recibió su primera convocatoria para jugar con la selección inglesa debido a las bajas respecto a la lista inicial de Gareth Southgate. El 22 de marzo se convirtió en el futbolista inglés más joven en jugar su primer partido internacional en un encuentro oficial -no amistoso- con 18 años y 135 días, superando la marca de Duncan Edwards, al sustituir a Raheem Sterling en el minuto 70 del partido de clasificación para la Eurocopa 2020, ante República Checa, en Wembley (5-0). Tres días después fue titular en el triunfo ante Montenegro a domicilio (1-5), pasando a ser el segundo futbolista más joven en ser titular en un encuentro oficial tras Wayne Rooney.

## Estadísticas

### Clubes
| Club                               | Div.          | Temporada     | Liga  | Liga  | Liga   | Copas nacionales | Copas nacionales | Copas nacionales | Torneos internacionales | Torneos internacionales | Torneos internacionales | Total | Total | Total  | Media goleadora |
| Club                               | Div.          | Temporada     | Part. | Goles | Asist. | Part.            | Goles            | Asist.           | Part.                   | Goles                   | Asist.                  | Part. | Goles | Asist. | Media goleadora |
| ---------------------------------- | ------------- | ------------- | ----- | ----- | ------ | ---------------- | ---------------- | ---------------- | ----------------------- | ----------------------- | ----------------------- | ----- | ----- | ------ | --------------- |
| Chelsea F. C. Inglaterra           | 1.ª           | 2017-18       | 2     | 0     | 0      | 2                | 0                | 0                | 0                       | 0                       | 0                       | 4     | 0     | 0      | 0               |
| Chelsea F. C. Inglaterra           | 1.ª           | 2018-19       | 10    | 0     | 1      | 5                | 1                | 2                | 9                       | 4                       | 2                       | 24    | 5     | 5      | 0.21            |
| Chelsea F. C. Inglaterra           | 1.ª           | 2019-20       | 22    | 1     | 5      | 6                | 2                | 0                | 5                       | 0                       | 1                       | 33    | 3     | 6      | 0.09            |
| Chelsea F. C. Inglaterra           | 1.ª           | 2020-21       | 23    | 2     | 3      | 7                | 1                | 2                | 7                       | 2                       | 0                       | 37    | 5     | 5      | 0.14            |
| Chelsea F. C. Inglaterra           | 1.ª           | 2021-22       | 15    | 1     | 2      | 6                | 1                | 0                | 7                       | 1                       | 3                       | 28    | 3     | 5      | 0.11            |
| Chelsea F. C. Inglaterra           | Total club    | Total club    | 72    | 4     | 11     | 26               | 5                | 4                | 28                      | 7                       | 6                       | 126   | 16    | 21     | 0.13            |
| Bayer 04 Leverkusen · Alemania     | 1.ª           | 2022-23       | 14    | 0     | 1      | ―                | ―                | ―                | 7                       | 1                       | 0                       | 21    | 1     | 1      | 0.05            |
| Bayer 04 Leverkusen · Alemania     | Total club    | Total club    | 14    | 0     | 1      | 0                | 0                | 0                | 7                       | 1                       | 0                       | 21    | 1     | 1      | 0.05            |
| Nottingham Forest F. C. Inglaterra | 1.ª           | 2023-24       | 29    | 8     | 1      | 5                | 0                | 1                | ―                       | ―                       | ―                       | 34    | 8     | 2      | 0.24            |
| Nottingham Forest F. C. Inglaterra | 1.ª           | 2024-25       | 31    | 5     | 2      | 5                | 0                | 0                | ―                       | ―                       | ―                       | 36    | 5     | 2      | 0.14            |
| Nottingham Forest F. C. Inglaterra | Total club    | Total club    | 60    | 13    | 3      | 10               | 0                | 1                | 0                       | 0                       | 0                       | 70    | 13    | 4      | 0.19            |
| Total carrera                      | Total carrera | Total carrera | 146   | 17    | 15     | 36               | 5                | 5                | 35                      | 8                       | 6                       | 217   | 30    | 26     | 0.14            |
| 1. 2.                              |               |               |       |       |        |                  |                  |                  |                         |                         |                         |       |       |        |                 |

### Resumen estadístico
| Competición           | Partidos | Goles | Media goleadora |
| --------------------- | -------- | ----- | --------------- |
| Primera división      | 57       | 3     | 0.05            |
| Copas nacionales      | 20       | 4     | 0.2             |
| Copas internacionales | 21       | 6     | 0.29            |
| Total                 | 98       | 13    | 0.13            |

## Palmarés

### Títulos internacionales
| Título                            | Club (*)                       | Sede                   | Año  |
| --------------------------------- | ------------------------------ | ---------------------- | ---- |
| Copa Mundial de Fútbol Sub-17     | Selección sub-17 de Inglaterra | India                  | 2017 |
| Liga Europa de la UEFA            | Chelsea F. C.                  | Bakú                   | 2019 |
| Liga de Campeones de la UEFA      | Chelsea F. C.                  | Oporto                 | 2021 |
| Supercopa de la UEFA              | Chelsea F. C.                  | Belfast                | 2021 |
| Copa Mundial de Clubes de la FIFA | Chelsea F. C.                  | Emiratos Árabes Unidos | 2021 |

(*) Incluyendo la selección.

## Vida personal
Hudson-Odoi nació y creció en Wandsworth, un municipio de Londres. Es hijo de Bismark Odoi, un exfutbolista ghanés. Su hermano mayor Bradley (1988) es futbolista en categoría amateur.
El 12 de marzo de 2020 dio positivo en el test de COVID-19.[cita requerida]